# Hacha (iluminación)
Se da el nombre de hacha a muchas gruesas mechas juntas cubiertas de cera, que se encienden en las ceremonias de pompas fúnebres, iluminaciones en las festividades públicas y otros diferentes casos. 
Las hachas para ciertas ceremonias de iglesia, funerales e iluminaciones son de cera blanca y las que se destinan para otros usos son indiferentemente de cera amarilla o blanca. Son por lo regular de figura cuadrada redondeadas en los ángulos, que forma el cuadrado y de igual grosor en toda su longitud. Están compuestas de cuatro mechas gruesas, poco más o menos como el pulgar y cerca de tres pies de largo, que se llaman brazos del hacha. Estas mechas están formadas de cierto hilo muy grueso de estopa de cáñamo crudo, a medio hilar y cuyo hilado se ha hecho hacia la izquierda al que se da comúnmente el nombre de pabilo. Un pedazo de mecha blanca, de cerca de tres pulgadas de largo que se pone en la punta del hacha por la parte que debe ser encendida, se llama el cuello de ella. Está añadido o mejor juntado a las extremidades de los brazos. El hilo de que se forma es de estopa de lino blanqueado y groseramente hilado.

## Fabricación artesanal de las hachas
La fabricación artesanal de las hachas se realiza con la cuchara y poco más o menos como los cirios y bujías de mesa.
Las mechas o brazos de las hachas dispuestos y preparados, del grosor y largo convenientes, se toman una docena a la vez y se cuelgan por separado por el cuello alrededor de un círculo de hierro que tiene algunos garabatos, y está colocado encima de una gran caldera, en la cual hay la cera fundida. Puestas así las mechas se toma con una cuchara de cobre u hoja de lata, la cera de la caldera, y se vierte poco a poco desde lo alto de los brazos y más arriba del paraje en donde el cuello está añadido, de modo que esta cera corriendo hacia abajo a lo largo de los brazos, los cubre igualmente de arriba abajo; lo que no se reitera más que dos veces.
Después que esto se ha ejecutado con cada brazo en particular, se ponen en lugar idóneo para conservar el calor de la cera; en seguida se sacan el uno después del otro para rodarlos sobre una mesa y cuando hay cuatro brazos ya rodados se juntan todos, pegándolos con un hierro caliente, que se llama soldador. Unidos así los cuatro bracos, unos con otros, se cuelgan de nuevo en el garabato del círculo por los cuatro cuellos que no forman entonces sino uno. Después se les echa cera tantas cuantas veces es necesario, según el grueso y peso que se les quiere dar; pues se hacen de libra, de libra y media , de dos libras o más.
Las hachas en este estado se ponen sobre la mesa para perfeccionar su forma, escuadrándolas con un instrumento muy liso de boj, que se llama escuadrador. Haciendo pasar este y apoyándolo con fuerza a lo largo de los ángulos entrantes, que ha formado la unión de los brazos, se verifica esta operación que les da la última perfección y en los países en que hay obligación de marcarlas, se pone en la parte inferior el nombre del fabricante que las ha hecho, con un punzón de madera donde está grabado que se aprieta en la cera para dejar su impresión. Esta señal constituía al cerero garante de la buena fabricación de las hachas. 
Acabadas ya y marcadas, se cuelgan en la tabla para que se endurezcan con el aire y cuando lo están bastante, se acostumbra a atarlas a medias docenas, con bramante y fajas de papel, comúnmente azul para las blancas y blanco para las amarillas.

## Tipos de hachas

### Hacha de iglesia o blandón
Se denominan así unas gruesas hachas de cera blancas, largas desde 5 hasta 7 pies y del peso de cuatro hasta seis libras, que se usan en las ceremonias eclesiásticas, particularmente en las Iglesias mayores. Se fabrican poco más o menos como las del epígrafe precedente, con la sola diferencia de no tener más que una sola mecha o pabilo de algodón y hacerse de la mejor cera blanca.

### Hacha de mesa
Algunos la denominan también hacha de aposento. Especie de bujía cuadrada de cera, de un pie de largo en forma piramidal y con los ángulos redondeados. Tiene una sola mecha y se fabrica con la cuchara poco más o menos como las bujías redondas, con la sola diferencia que las hachas de mecha tienen cuadrados formados por el instrumento de boj, llamado escuadrador, de que se ha hecho arriba mención y las bujías comunes, se han redondeado haciéndolas rodar sobre una mesa. Estas hachas se usan muy poco, solo en las casas importantes. 

### Hacha de viento
La que se hace de esparto y pez que resiste al viento sin apagarse.